# Riesenalk

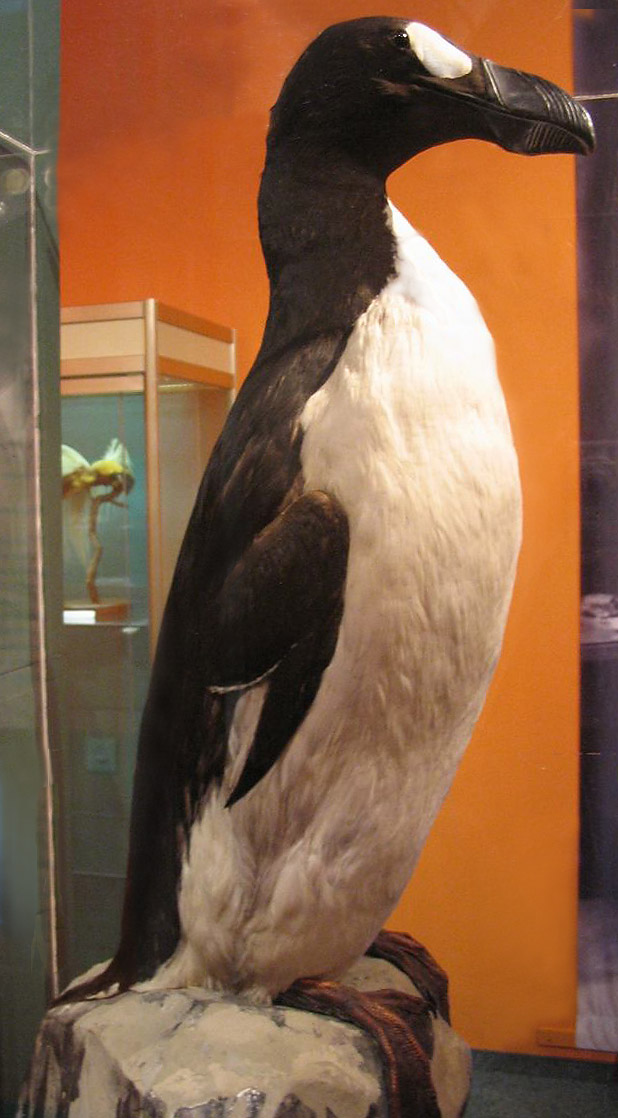
Präparat im Naturkundemuseum Leipzig

Der Riesenalk (Pinguinus impennis, Syn.: Alca impennis) ist ein ausgestorbener flugunfähiger Seevogel. Mit einer Körpergröße von bis zu 85 Zentimetern und einem Gewicht von etwa fünf Kilogramm war er der größte der Alkenvögel. Aus dieser Familie ist er die einzige Art, die in historischer Zeit ausstarb. Die letzte verlässliche Sichtung dieser Art erfolgte im Jahr 1852.
Der Riesenalk war der ursprüngliche Vogel mit dem englischen Namen penguin, der später auf die äußerlich ähnlichen, aber nicht näher verwandten Pinguine übertragen wurde.

## Der „Pinguin“ der Nordhalbkugel
Der Gattungsname Pinguinus verrät, dass es sich um den Vogel handelt, den man ursprünglich als Pinguin bezeichnet hatte, um später dann den Namen auf die nicht verwandten Vögel der Südhalbkugel zu übertragen. Der Name Pinguin ist möglicherweise walisischen Ursprungs: pen bedeutet „Kopf“, und gwyn bedeutet „weiß“. Der Vogel hatte in der Tat einen auffallenden großen Fleck weißer Federn auf seinem Vorderkopf, der ihm den Beinamen „Brillenalk“ einbrachte. Auch sein Bauch war weiß, der Rücken hingegen schwarz, so dass eine gewisse Ähnlichkeit zu Pinguinen bestand.
Eine weitere Erklärung leitet den Namen von lat. pinguis „fett“ ab, was sich auf den Körperbau der Vögel beziehen würde. Bislang konnten für keine der Hypothesen sichere Belege gefunden werden.

## Beschreibung
Der Riesenalk war etwa 70 bis 85 cm groß. Ein auf den Färöern 1808 gefangener Vogel wog etwa vier Kilogramm, aktuelle Forschung unterstellt auf Basis des Skeletts, dass das durchschnittliche Gewicht etwa fünf Kilogramm betrug. Vermutet wird, dass es bezogen sowohl auf die Körper- als auch die Schnabelgröße geschlechtsspezifische Unterschiede (Sexualdimorphismus) gab. Es werden keine Unterarten unterschieden, Knochenfunde legen jedoch nahe, dass die an den westlichen Küsten des Atlantik brütenden Riesenalken etwas größer waren als die an den Ostküsten lebenden.
Sein Körper war an den Aufenthalt in kaltem Wasser angepasst. Der lange spitze Schnabel war für den Fischfang optimiert. Durch das dichte Federkleid, die kurzen Flügel und die weit hinten am Körper sitzenden, mit Schwimmhäuten versehenen Füße waren Riesenalken gute Schwimmer und Taucher. An Land konnten sie sich hingegen nur mühsam fortbewegen.

## Verbreitung und Lebensraum
Der Riesenalk kam früher auf Inseln im Nordatlantik vor. Klippen, an denen eine Reihe anderer Alken brüten, waren für den flugunfähigen Riesenalk als Niststandort unzugänglich. Er musste darum mit den seltenen kahlen, ziemlich flachen Inselchen weit vor dem Festland vorliebnehmen, damit ihm Beutegreifer wie Eisbären nicht gefährlich werden konnten. Es sind lediglich acht Brutkolonien sicher belegt. Funk Island, eine kleine unbewohnte Insel vor der Küste Neufundlands, beherbergte vermutlich die größte Kolonie. Es wird davon ausgegangen, dass dort zum Zeitpunkt des Eintreffens der ersten Europäer an diesem Küstenabschnitt 100.000 Riesenalken brüteten. Auf der vor der Küste Süd-Neufundlands gelegenen Penguin Island brüteten ebenfalls Riesenalken. Im Sankt-Lorenz-Golf befand sich auf einer der Inseln eine weitere Brutkolonie; als mögliche, aber nicht sicher belegte ehemalige Brutkolonie gilt die dort in der Nähe liegende Kap-Breton-Insel. Vor der isländischen Küste waren Geirfuglasker, Eldey und Vestmannaeyjar von Riesenalken besiedelt. Im Osten des Atlantiks zählten die Färöer, St. Kilda und Papa Westray zu den Inseln mit Brutkolonien, wobei letztere Insel möglicherweise nicht permanent besiedelt war. Calf of Man, eine vor der Isle of Man liegende Insel, gilt als weiterer möglicher Brutstandort. Ein weiteres Tier, dessen Balg heute in einem Kopenhagener Museum aufbewahrt wird, wurde als Brutvogel in Grönland erlegt. Allerdings ist die exakte Stelle des Fangs nicht bekannt.
Knochenfunde von Riesenalken kennt man von Ausgrabungen in Florida, Neuengland, Labrador, verschiedenen Stellen im Westen Grönlands, Island, der gesamten Küste Norwegens, Dänemark, Holland, der Bretagne, von verschiedenen Stellen in Italien und Südwesteuropa und auch in Marokko. In ihrer Verteilung ähneln sie – von den Funden in Florida abgesehen – sehr den Funden für den nächsten Verwandten des Riesenalks, den Tordalk. Es scheint daher, dass der Riesenalk als Brutvogel auf die borealen und subarktischen Gewässer begrenzt war, aber während des Winterhalbjahrs nach Süden wanderte. Die Reichhaltigkeit der Funde in Norwegen lässt darauf schließen, dass er dort als Brutvogel einst weit verbreitet war, da er für den Menschen eigentlich nur in der Brutzeit erlegbar war. Es wird zwar nicht ausgeschlossen, dass Riesenalken während des Winterhalbjahrs bis nach Florida wanderten, jedoch ist es auch möglich, dass Bälge und Knochen dieser Art bis nach Florida gehandelt wurden. Gesichert ist, dass Riesenalken sich von September bis Januar in grönländischen Gewässern aufhielten und vor der Küste Massachusetts’ noch im 18. Jahrhundert regelmäßig im Winter gesichtet wurden. Riesenalken scheinen sich grundsätzlich in der Nähe von Küstengewässern und Kontinentalschelfen aufgehalten zu haben, denn die Sichtung von Riesenalken galt den früheren Seeleuten als Zeichen, dass die Neufundlandbank erreicht war.

## Nahrung
Der Riesenalk lebte vermutlich überwiegend von großen Fischen. Dies wird aus seiner Größe sowie aus Analogien mit seinem kleineren Verwandten, dem Tordalk geschlossen. Auch Isotop-Untersuchungen von Knochen der Riesenalken weisen darauf hin, dass Fische bei den Riesenalken einen größeren Anteil an der Ernährung hatten, als dies bei anderen Alkenvögeln der Fall ist. In der Literatur wird diskutiert, ob junge Riesenalken von ihren Elternvögeln mit Zooplankton gefüttert wurden. Es fehlen den Riesenalken jedoch morphologische Merkmale, die für Alkenvögel mit diesem Verhalten typisch sind, so dass vorherrschende Lehrmeinung ist, dass Riesenalken Fisch im Schnabel zu ihren Jungvögeln trugen.

## Fortpflanzung

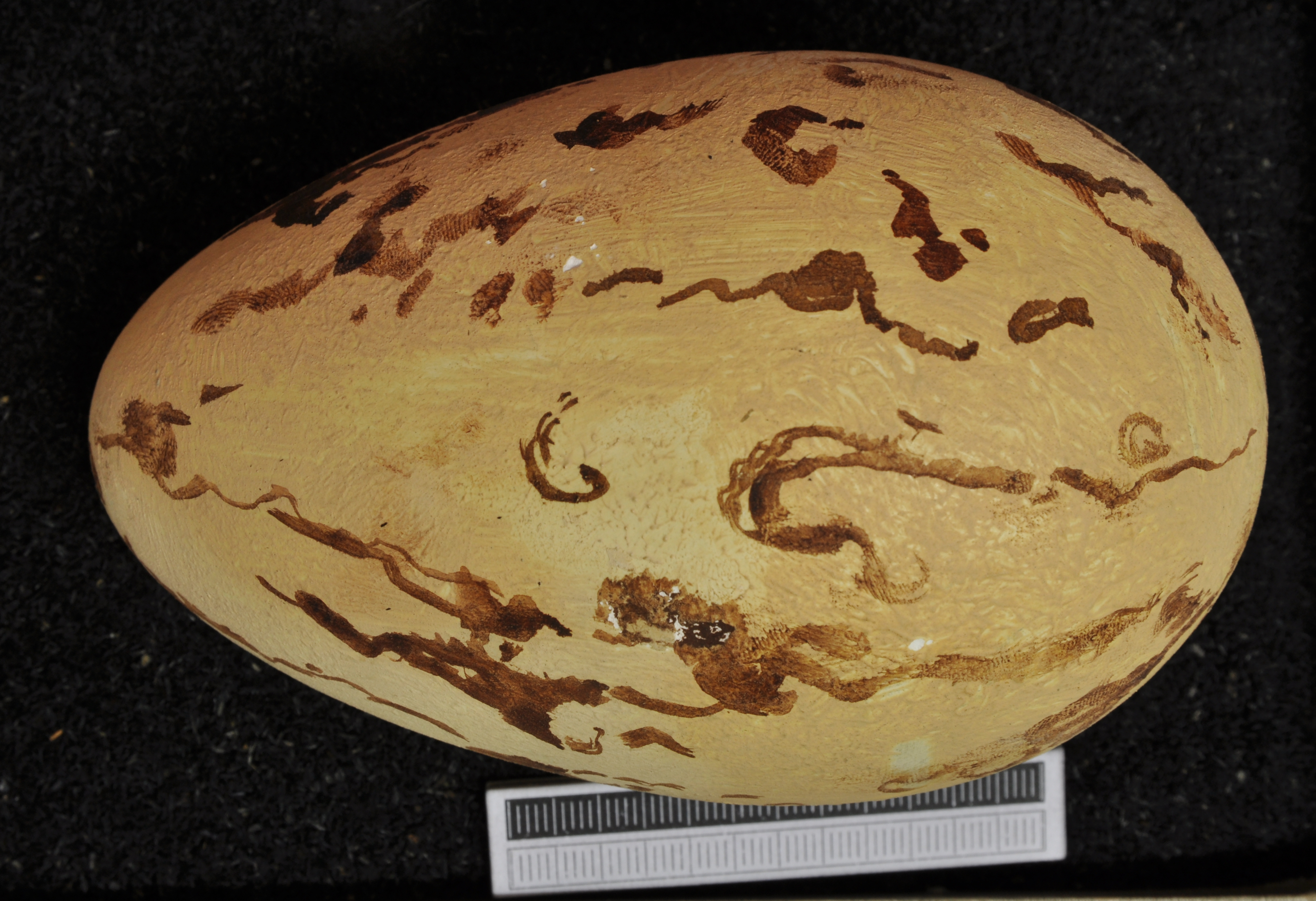
Abguss Ei, Sammlung Museum Wiesbaden

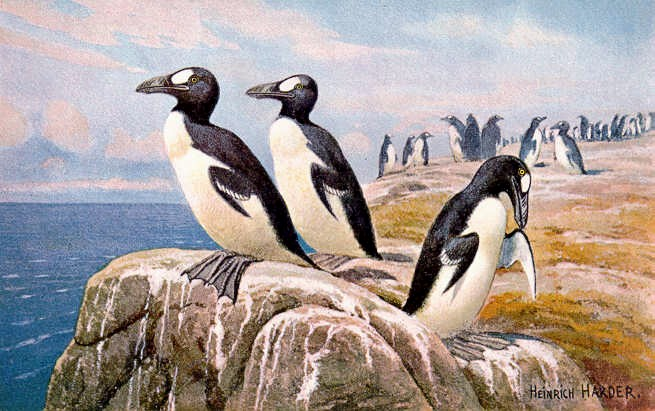
Illustration Heinrich Harder, aus Tiere der Urwelt (1916)

Berichte von Seeleuten, die diese Vögel beobachten konnten, legen nahe, dass Riesenalken ähnlich wie Lummen dicht nebeneinander brüteten, ohne einen Individualabstand einzuhalten. Ein Nest wurde nicht errichtet. Das eine Ei, aus dem das Gelege bestand, wurde direkt auf den Boden gelegt. Die Eier gleichen in ihrer Form denen der Trottellumme. Ihre Farbe war cremeweiß und gelbbräunlich bis zu einem blassen bläulichen Grün. Auf Grund der Eigröße hat man geschlossen, dass ihr Frischgewicht etwa 327 Gramm entsprach. Historische Berichte von St. Kilda legen nahe, dass die ersten Riesenalken dort Mitte Mai ankamen und gegen Ende Juni diese Insel wieder verließen.
Von den Dunenküken und Jungvögeln sind keine Beschreibungen überliefert. Es wird deshalb für möglich gehalten, dass die Nestlingszeit sehr kurz war und die Jungvögel die Brutkolonien zu einem Zeitpunkt verließen, zu dem sie die Körpergröße ausgewachsener Riesenalken noch lange nicht erreicht hatten. Solches Verhalten kennt man auch von den Lummen und dem Tordalk. Es gibt historische Berichte, dass die Küken zum Zeitpunkt des Verlassens der Brutkolonie sogar noch ihr Dunengefieder trugen. Das würde auch zu alten Berichten passen, dass die Riesenalken ihre Küken auf dem Rücken getragen haben. Dies legt auch nahe, dass die Jungvögel noch auf See von ihren Elternvögeln versorgt wurden.

## Ausrottung

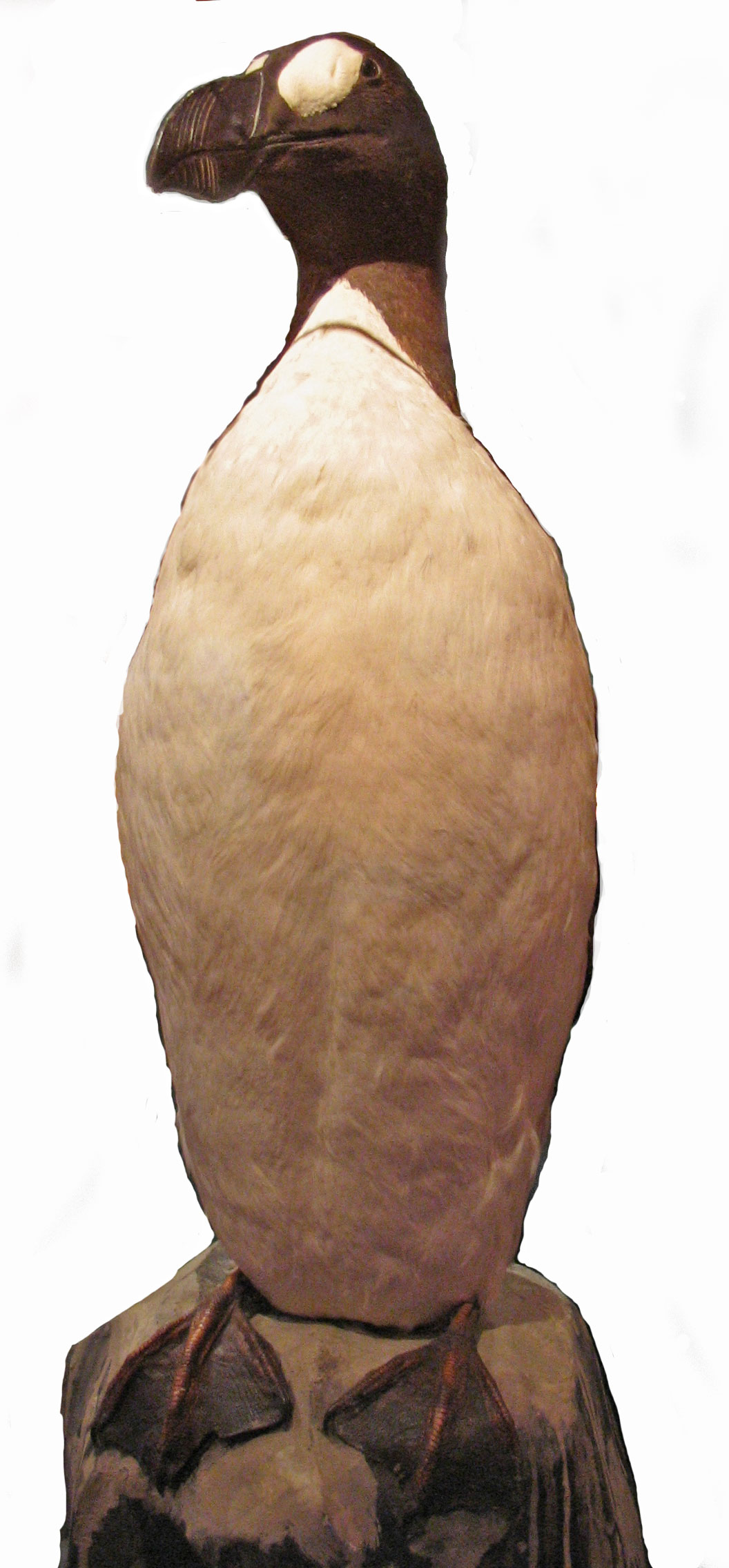
Präparat aus der Sammlung Naturkundemuseum Leipzig

Die kanadischen Brutplätze wurden zunächst durch Seefahrer und Walfänger geplündert, die einen Teil der flugunfähigen Tiere aßen und weitere angeblich direkt als Brennmaterial in ihre Feuer warfen, um den Tran von Walen und Walrossen in Kesseln auszukochen.
Ab dem 18. Jahrhundert etablierten sich Menschen auf den Inseln, die die Vögel mit Knüppeln erschlugen und sie blanchierten, um ihre Daunen zu gewinnen. Die fetten Gebeine wurden als Brennstoff benutzt. 1785 war die Abschlachtung für das Daunensammeln so weit verbreitet, dass Kapitän George Cartwright vor dem Aussterben der Art warnte. Durch ihre geringe Vermehrungsrate (jedes Weibchen legte pro Jahr maximal ein Ei) konnten sich die Bestände nicht erholen. 1808 wurde das letzte Exemplar auf den Färöern gesichtet, als Vogelfänger die Region Stóra Dímun besuchten. Bei ihrer Hilflosigkeit auf dem Lande wurden die plumpen Vögel scharenweise von Seefahrern in große, mit Steindämmen eingehegte Plätze getrieben und dort zu Tausenden erschlagen.
Im 19. Jahrhundert war zunächst die unzugängliche Geirfuglasker bei Island der letzte Zufluchtsort der Art. 1830 wurde die Insel durch einen Vulkanausbruch zerstört. Der schmale Fuß der benachbarten steilen Felseninsel Eldey wurde dann zum letzten bekannten Brutplatz. Eine zweistellige Anzahl von Vögeln wurde dort zwischen 1831 und 1840 getötet. Im Juni 1844 sollen die letzten beiden brütenden Exemplare getötet und die Bälge an einen dänischen Sammler verkauft worden sein. Die genaue Beschreibung ihres Fanges, der Tötung und des Verkaufs der Bälge ist durch die Recherche der 1858 in Hafnir weilenden Ornithologen Alfred Newton und John Wolley aus Cambridge überliefert.
Die Seltenheit des Riesenalks und die damit hohen Preise der Bälge für Sammler besiegelten das Aussterben des Vogels. Daher gibt es vergleichsweise viele Präparate, so zum Beispiel in den Schausammlungen einiger Museen, in Deutschland in den Naturkundemuseen in Berlin, Bonn, Braunschweig, Bremen, Darmstadt, Dresden, Frankfurt am Main, Gießen, Gotha, Göttingen, Hannover, Kiel, Köthen, Leipzig, München, Oldenburg, Stuttgart und Wittenberg, in der Schweiz im Naturama in Aarau. Die Zahl der erhaltenen Museumsexemplare (Bälge, Schaupräparate) wird mit 78 angegeben. Dazu kommen zwei Skelette, Schädel und andere Skelettteile sowie zweifelhafte Stücke. So niedrig diese Zahl erscheint, ist sie doch für einen vor fast zwei Jahrhunderten ausgestorbenen Vogel relativ hoch; viele andere Arten sind nur mit einem einzigen Exemplar oder überhaupt nicht belegt.

## The Lost Bird Project

Bronzeskulptur von Todd McGrain in Island

Hinweistafel zur Geschichte des Riesenalks in Island

Die Gemeinde Reykjanesbær im Südwesten Islands ist Mitglied eines internationalen Projektes mit Namen The Lost Bird Project. Über dieses Projekt hat die amerikanische Filmproduzentin und Regisseurin Deborah Dickson im Jahr 2012 einen Dokumentarfilm gedreht. Im Rahmen dieses Projektes hat der Künstler Todd McGrain Skulpturen ausgestorbener Vögel geschaffen. Darunter befindet sich eine Bronzeskulptur des Riesenalks, die an der Küste bei Reykjanesbær mit Blick Richtung Eldey aufgestellt ist. Das National Museum of Wildlife Art in Jackson (Wyoming) hat im September 2013 ein Video über das Lost Bird Project veröffentlicht, das den Bildhauer während der Installation seiner Skulpturen im Museum zeigt.

## Sonstiges
Der Künstler Wolfgang Müller rekonstruierte 1996 für sein Hörspiel Das Thrymlied, einer Produktion des BR 2, im Hörspielstudio des isländischen Senders RÚV mit Kristbjörg Kjeld und den Erläuterungen des Ornithologen Aevar Petursson die Rufe des Riesenalks nach vorhandenen ornithologischen Beschreibungen. Das Konzept der Gesangsrekonstruktion setzte er 2008 in seinem Hörspiel Séance Vocibus Avium mit zehn weiteren ausgestorbenen Vogelarten fort. In diesem Hörspiel werden am Ende alle Orte in Deutschland aufgeführt, in denen es ein Präparat des Vogels gibt.
Zur Erinnerung an den Vogel und Mahnung gegen fehlgeleiteten Wissenschaftsdrang war das Magazin der American Ornithological Society von 1884 bis 2021 nach dem Riesenalk (Auk auf Englisch) benannt.
Der Asteroid (6790) Pingouin erhielt 1999 den auf ihn bezogenen Namen.
Der Roman Der Letzte seiner Art von Sibylle Grimbert verarbeitet das Aussterben der Riesenalke literarisch.

### Sachliteratur
- Tim Birkhead: The Great Auk. Its Extraordinary Life, Hideous Death and Mysteroius Afterlife. Bloomsbury Sigma, London, Oxford u. a. 2025. ISBN 978-1-399-41574-3.
- Alfred Newton: Abstract of Mr. J. Wolley's Researches in Iceland respecting the Gare-fowl or Great Auk (Alea impennis, Linn.). In: Philip Lutley Sclater (Hrsg.): The Ibis. A Magazine of General Ornithology. Band 3. N. Trübner and Co., London 1861, S. 374–399 (eingeschränkte Vorschau in der Google-Buchsuche [abgerufen am 3. Juni 2024]).
- Errol Fuller: The Great Auk. Southborough: Fuller, 1999, ISBN 0-9533553-0-6. [Großformat, 448 Seiten, Katalog aller erhaltenen Überreste u.v.m.].
- Anthony J. Gaston, Ian L. Jones: The Auks (= Bird Families of the World. Bd. 4 (recte 5)). Oxford University Press, Oxford u. a. 1998, ISBN 0-19-854032-9.
- Anne Karin Hufthammer / Karl Ove Hufthammer: The great auk in Norway: From common to locally extinct. International Journal of Osteoarchaeology, 1–10. https://doi.org/10.1002/oa.3161
- Dieter Luther: Die ausgestorbenen Vögel der Welt (= Die neue Brehm-Bücherei. Bd. 424). 3., überarbeitete Auflage. Ziemsen, Wittenberg Lutherstadt 1986 (4., unveränderte Auflage, Nachdruck der 3. Auflage von 1986. Spektrum, Akademischer Verlag, Magdeburg u. a. 1995, ISBN 3-89432-213-6).
- Wolfgang Müller: Die Riesenalkbälge von Berlin und Reykjavík. In: Wolfgang Müller: Blue Tit. Das deutsch-isländische Blaumeisenbuch. Schmitz, Kassel u. a. 1997, ISBN 3-927795-19-4, S. 19–24.
- Farley Mowat: Der Untergang der Arche Noah. Vom Leiden der Tiere unter den Menschen. Rowohlt, Reinbek bei Hamburg 1987, ISBN 3-498-04297-1, Kapitel 1, (30 Seiten), „Der Speerschnabel“. (Originalausgabe: Sea of Slaughter. McClelland & Stewart, Toronto 1984, ISBN 0-7710-6556-6).
- Gísli Pálsson: The Last of its Kind. The Search for the Great Auk and the Discovery of Extinction. Princeton University Press, Princeton und Oxford 2024. ISBN 978-0-691-23098-6.
- Ein Kapitel in: Anita Albus: Von seltenen Vögeln. S. Fischer, Frankfurt am Main 2005, ISBN 3-10-000620-8.
- Burkhard Wetekam: Vom Ende einer Art. In: Die Zeit, Nr. 20, 8. Mai 2008, S. 90, Zeitläufe.
- Ingvar Svanberg: Färöische Riesenalken Pinguinus impennis (L.) in Gefangenschaft. In: Ornithologische Mitteilungen. Monatsschrift für Vogelbeobachtung und Feldornithologie. Bd. 61, Nr. 1, 2009, ISSN 0030-5723, S. 13–20.
- Cara Giaimo: What’s A Woggin? A Bird, a Word, and a Linguistic Mystery. Whalers wrote about woggins all the time. What in the world were they? In: Naturecultures, 26. Oktober 2016 online, mit div. Bildern. Woggin oder Waggin war eine Bezeichnung des Riesenalks bei Seeleuten.
- Wilhelm Blasius: Der Riesenalk, Alca Impennis L. In: Naumann: Naturgeschichte der Vögel Mitteleuropas. Gera-Untermhaus, 1903. online, mit 5 Tafeln

### Belletristik
- Allan W. Eckert: Der Große Alk. Riesenvogel des Nordmeers. Lichtenberg Verlag, München 1964. https://d-nb.info/451039688
- Sibylle Grimbert: Der Letzte seiner Art. Eisele, München 2023, ISBN 978-3-96161-168-3 (aus dem Französischen von Sabine Schwenk).
- Gertrud Kolmar: Der Große Alk. In: Gertrud Chodziesner (= Gertrud Kolmar): Die Frau und die Tiere. Gedichte. Jüdischer Buchverlag Erwin Löwe, Berlin 1938, S. 72–73.